# Diecezja Middlesbrough
Diecezja Middlesbrough – diecezja Kościoła rzymskokatolickiego w północnej Anglii, w metropolii Liverpoolu. Obejmuje hrabstwa East Riding of Yorkshire oraz North Yorkshire. Powstała 20 grudnia 1878 roku po tym, jak istniejąca wówczas diecezja Beverley została podzielona na dwie (drugą była diecezja Leeds). Siedzibą biskupa jest Middlesbrough.

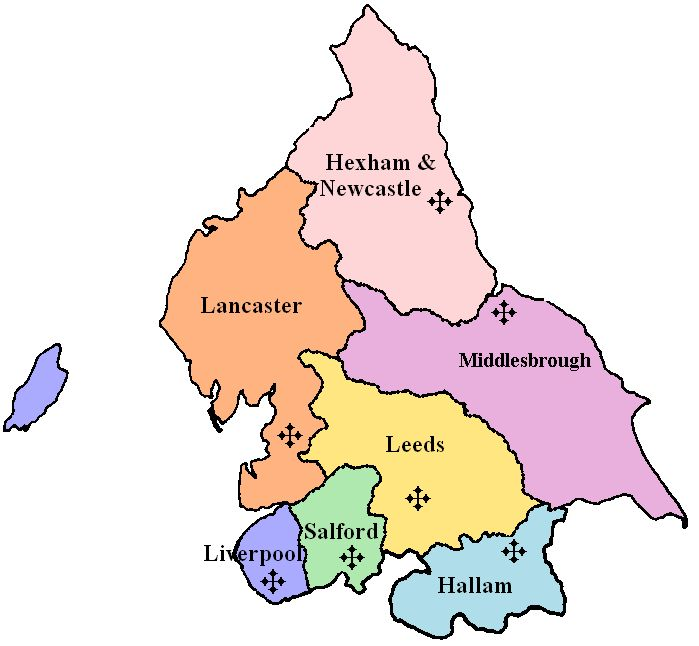
Diecezja na mapie metropolii